# فرودگاه آردمور (نیوزیلند)
فرودگاه آردمور (نیوزلند) (به انگلیسی: Ardmore Airport (New Zealand)) یک فرودگاه همگانی با کد یاتا AMZ است که یک باند فرود آسفالت دارد و طول باند آن ۱۴۱۱ متر است. این فرودگاه در کشور نیوزلند قرار دارد و در ارتفاع ۳۴ متری از سطح دریا واقع شده‌است.

## شرکت‌های هواپیمایی و مقصدهای پروازی
| شرکت‌های هواپیمایی | مقصدهای پروازی                      |
| ----------------- | ----------------------------------- |
| Flight Hauraki    | گریت بریر، Okiwi، رتروا، ویهک آیلند |
| FlyStark          | گریت بریر، Whitianga                |
| سان‌ایر            | گریت بریر، Whitianga                |